# ГЕС Пангані-Фоллс
ГЕС Пангані-Фоллс – гідроелектростанція на північному сході Танзанії, за 50 км на південний захід від порту Танга. Знаходячись після ГЕС Hale, становить нижній ступінь каскаду на річці Пангані, котра впадає в Індійський океан дещо південніше від зазначеного міста.
В районі водоспаду Пангані з 1964 року працювала ГЕС потужністю 21 МВт. Наприкінці 20 століття реалізували проект її заміни на втричі потужнішу, при цьому старий об’єкт вивели з експлуатації (водоводи та наземний машинний зал останнього й досі можна бачити на північ від електропідстанції нової ГЕС).  В межах проекту річку перекрили земляною/кам’яно-накидною греблею висотою 10 метрів та довжиною 320 метрів, яка потребувала 47 тис м3 матеріалу (крім того, 6 тис м3 бетону пішло на водозливну секцію довжиною 120 метрів). Вона утворює невелике водосховище з об’ємом 0,8 млн м3, від якого через правобережний гірський масив прокладено дериваційний тунель довжиною 1,5 км та перетином 40 м2.
Машинний зал споруджений у підземному виконанні та обладнаний двома турбінами типу Френсіс потужністю по 34 МВт, які при напорі у 170 метрів повинні забезпечувати виробництво 367 млн кВт-год електроенергії на рік.
Відпрацьована вода повертається у річку по відвідному тунелю довжиною 1 км з таким же перетином як у підвідного.
Видача продукції відбувається по ЛЕП, що працює під напругою 132 кВ.